# Jaroslav Miller
Jaroslav Miller (* 8. ledna 1971 Šumperk) je český historik, v letech 2014 až 2021 rektor Univerzity Palackého v Olomouci. Odborně se zabývá urbánní problematikou, dějinami politického myšlení a v posledním období také otázkami českého a slovenského exilu. V letech 2022 až 2025 působil jako politický náměstek ministra školství, mládeže a tělovýchovy ČR, od července 2025 je předsedou Národního akreditačního úřadu pro terciární vzdělávání.

## Život
Jaroslav Miller vystudoval Gymnázium v Šumperku (1985–1989) a poté Filozofickou fakultu Univerzity Palackého obory Historie – Ruská filologie a literatura – Anglická filologie a literatura (1989–1995). Pokračoval ve studiu na Středoevropské univerzitě v Budapešti (1996–1997 M.A. v oboru raně novověká historie). Absolvoval postgraduální studium na Filozofické fakultě Univerzity Palackého v oboru obecné dějiny (1996–2000) a na Central European University v Budapešti (1998–2003) v oboru komparativní dějiny. Historii raného novověku studoval také na Oxfordské univerzitě (1999–2000). Mezi jeho učitele patřili například Josef Jařab, Ralf Dahrendorf, Stephen Greenblatt či Robert John Weston Evans.
Absolvoval řadu stáží na univerzitách a vědeckých ústavech v Kanadě, Maďarsku, USA, Velké Británii, Spolkové republice Německo a Austrálii. Dvakrát byl stipendistou prestižní německé vědecké nadace Alexandra von Humboldta (2006 Marburg, 2010 Münster) a americké nadace Andrew W. Mellona (2004, 2010 Wolfenbüttel). V roce 2008 obdržel stipendium Fulbrightova programu na Georgia College and State University, USA. V letech 2010/2011 zastával místo hostujícího profesora na University of Western Australia v Perthu. V roce 2012 ho velvyslanec Spojených států amerických jmenoval do funkce ambasadora Fulbrightova programu v České republice. V stejném roce byl jmenován profesorem historie.
Miller obdržel několik akademických a vědeckých ocenění, mezi jinými v roce 2005 „R. John Rath Prize for Best Study in Habsburg History“ či „Best Urban History Monograph Award“. V roce 2008 vydalo prestižní britské nakladatelství Ashgate jeho monografii Urban Societies in East Central Europe, 1500–1700. V roce 2010 publikoval v New Yorku a Budapešti (spolu s Lázsló Kontlerem) monografii Friars, Nobles and Burghers – Sermons, Images and Prints : Studies of Culture and Society in Early-Modern Europe.
16. října 2013 byl zvolen rektorem Univerzity Palackého v Olomouci na funkční období 2014–2018 a dne 21. ledna 2014 byl prezidentem republiky do funkce jmenován. Dne 17. října 2017 byl zvolen kandidátem na rektora univerzity i pro funkční období 2018–2022. Na konci ledna 2018 jej do této funkce opět jmenoval prezident Miloš Zeman, a to s účinností od 1. února 2018.
Druhé funkční období Jaroslava Millera bylo poznamenáno spory ohledně vzniku výzkumného vysokoškolského ústavu CATRIN. Ze strany odpůrců čelil snahám o odvolání a 17. 12. 2020 na zasedání akademického senátu UP sám Miller oznámil, že z funkce rektora odstoupí ke konci dubna 2021, a to mimo jiné na protest vůči amorálnímu chování, které se podle něj na akademické půdě stalo standardem. Millerovo rozhodnutí rezignovat uvítali bývalí rektoři UP. Od 1. května 2021 se jeho nástupcem stal Martin Procházka.
V srpnu 2021 se stal rektorem Anglo-americké vysoké školy v Praze, funkci zastával do konce ledna 2022. V únoru 2022 se stal náměstkem ministra školství, mládeže a tělovýchovy ČR, na tomto postu působil do konce června 2025. Od července 2025 se stal předsedou Národního akreditačního úřadu pro terciární vzdělávání.
Jaroslav Miller je ženatý a má dvě děti. Mezi svými zálibami uvádí ruskou literaturu, zahradní architekturu, putování divočinou a sport.

## Publikace
- Falcký mýtus. Fridrich V. a obraz české války v raně stuartovské Anglii. Praha : Argo, 2004. 235 s. ISBN 80-7203-596-7.
- Odložený zrod Leviatana. Krize stuartovské monarchie 1603–1641. Praha : Argo, 2006. 229 s. ISBN 80-7203-695-5.
- Uzavřená společnost a její nepřátelé. Město středovýchodní Evropy (1500 – 1700). Praha : NLN, 2006. 464 s. ISBN 80-7106-805-5.
- John Barclay – Argenis: Intelektuální zdroje evropského absolutismu". Praha : Nakladatelství Lidové noviny, 2009.
- Jaroslav Miller, László Kontler: Friars, Nobles and Burghers – Sermons, Images and Prints: Studies in Culture and Society in Early Modern Europe". New York - Budapest: CEU Press, 2010. ISBN 978-963-9776-67-8.
- Propaganda, symbolika a rituály protestantské Evropy (1580-1650). Praha: NLN, Nakladatelství Lidové noviny, 2012. 289 s. ISBN 978-80-7422-215-3.
- Zapadlí vlastenci: český exil v Západní Austrálii (1948-1989). Praha: NLN, Nakladatelství Lidové noviny, 2014. 131 s. ISBN 978-80-7422-312-9.
- Jaroslav Miller, Jana Burešová a Miloš Trapl: Český exil v Austrálii (1948-1989). Praha: NLN, Nakladatelství Lidové noviny, 2016. 276 stran. ISBN 978-80-7422-519-2.